# Broșteni (Rîbnița)
Broșteni (in russo Броштяны)  è un comune della Moldavia controllato dalla autoproclamata repubblica di Transnistria. È compreso nel distretto di Rîbnița.